# Rifeo
Rifeo è un eroe troiano dell'Eneide, dove ricopre un ruolo modesto. Secoli più tardi Dante riprende la sua figura nella Divina Commedia.

## Nell'Eneide
Rifeo è presente nel secondo canto durante la caduta di Troia, prima al verso 339 tra i compagni di Enea che prendono le armi, poi in occasione della sua morte, ai versi 426 e seguenti:
qui fuit in Teucris et seruantissimus aequi

(dis aliter uisum) [...]»
che ci fu tra i Teucri e il più osservante dell'equità

(altro parve agli dei) [...]»
(Virgilio, Eneide II, vv. 426-428)

## Nella Divina Commedia
Il passo virgiliano indusse Dante Alighieri a riprendere il personaggio e a collocarlo nel cielo di Giove, esattamente nell'occhio dell'aquila, in Paradiso, tra le anime dei giusti nel canto XX al verso 68, forse come esempio di oscuro eroe, «simbolo esemplare dei modi misteriosi e imprevedibili con cui la Grazia opera nella scelta dei suoi eletti» (Natalino Sapegno): Rifeo fu "il più giusto di tutti", e nonostante fosse un pagano, Dante lo prende a modello dell'imperscrutabile misericordia divina, che permise all'eroe, proprio per le sue virtù, di essere salvato dalla Grazia e di vedere la futura Redenzione.

## Omaggi
- A Rifeo è stato dedicato uno dei crateri di Dione.

## Fonti
- Dante Alighieri, Paradiso, canto XX
- Virgilio, Eneide, libro II